# Alcazar de Tolède
Pour les articles homonymes, voir Alcazar.
 (février 2015).
Si vous disposez d'ouvrages ou d'articles de référence ou si vous connaissez des sites web de qualité traitant du thème abordé ici, merci de compléter l'article en donnant les références utiles à sa vérifiabilité et en les liant à la section « Notes et références ».
L’Alcazar de Tolède est une bâtisse du XVIe siècle de forme rectangulaire située dans la partie la plus haute de la ville de Tolède (Castille-La Manche, Espagne). Cet imposant édifice aux murs de granit possède une grande esplanade centrale et quatre tours d’angle carrées. Il fut le lieu d'un fort romain avant de devenir un palais wisigothique au VIe siècle puis une forteresse arabe au VIIIe siècle.

## Histoire
Un palais romain se trouvait à cet emplacement dès le IIIe siècle. Il fut utilisé comme palais royal par Léovigild à la fin du VIe siècle. Pendant la domination arabe, des travaux y furent effectués sous l'impulsion d'Abd al-Rahman II et Abd al-Rahman III. Après la reprise de Tolède sur les musulmans en 1085, la forteresse arabe fut restaurée par les chrétiens et utilisée comme ouvrage militaire durant les règnes d'Alphonse VI, Alphonse VII, Alphonse VIII et Alphonse X le Sage.
Au XVIe siècle, Charles Quint le transforma en une luxueuse résidence royale en chargeant l'architecte Alonso de Covarrubias d'une série de travaux de modernisation qui, par ordre de Philippe II, culmineront avec le non moins célèbre Juan de Herrera, et le transformeront de telle manière qu’il sera souvent qualifié d’« alcazar des alcazars ». L’édifice sera par la suite la résidence des reines Marie-Anne d'Autriche et Marie-Anne de Neubourg, après leur veuvage.
L'Alcazar a été la proie des flammes à plusieurs reprises. Pendant l'année 1710, il a souffert d'un premier incendie. Un siècle plus tard (1810), les troupes napoléoniennes l'ont incendié à nouveau. Entre 1848 et 1857, il accueillit un télégraphe optique.
Il fut reconstruit entre 1867 et 1882, avant d’être incendié en 1887 pour la troisième fois. Il fut ensuite utilisé successivement comme Maison royale de La Charité, Académie militaire, Académie d'infanterie, Académie générale militaire, Académie d'infanterie une deuxième fois et dernièrement, entre 1931 et 1936, Académie d'infanterie, de cavalerie et d'intendance.
En juillet 1936, il fut le théatre d’un siège, épisode célèbre de la guerre civile espagnole. André Malraux et Ernest Hemingway l'évoquent respectivement dans L'Espoir et dans Pour qui sonne le glas
De nos jours, l'édifice accueille la Bibliothèque de Castille-La Manche et le Musée de l'Armée.